# باول كيلي
باول كيلي (بالإنجليزية: Paul Kelly)‏ (1 مايو 1974 بسبرينغفيلد في الولايات المتحدة - ) هو لاعب كرة قدم أمريكي في مركز الدفاع. لعب مع وسترن ماس بيونيرز وBoston Bulldogs (soccer) ‏ وSeacoast United Phantoms ‏.